# Транспорт в Португалии
Транспорт в Португалии — совокупность транспортных средств, инфраструктуры и управления, функционирующих на территории Португалии. Представлен автомобильным , железнодорожным , воздушным , водным (речным)  и трубопроводным, в населённых пунктах и в междугородном сообщении действует общественный транспорт  пассажирских перевозок.

## Структура системы
Автомобильный транспорт, в 2016 году, был самым популярным способом передвижения в Португалии: дорогами пользовались около 479 миллионов пассажиров. Около 223 миллионов пассажиров путешествовали на метро, скоростных трамваях и других городских поездах, и 134 миллиона — на железнодорожном транспорте.
В 2016 году из аэропортов и аэровокзалов вылетело рекордное количество пассажиров — 45,3 млн человек. Аэропорт Лиссабона Портела был самым крупным из аэропортов, на его долю пришлось 49,6 % авиапассажиров и 47,0 % посадок и взлетов самолётов. Следующими по величине аэропортами являются Порту и Фару. В 2016 году Порту и Фару обслужили около 9,4 млн и 7,6 млн пассажиров соответственно. Из этих пассажиров 80,6 % были международными и 19,4 % — внутренними.
Пассажиропоток между морскими портами в 2016 году составил 1,7 млн пассажиров. Морские порты материковой Португалии имеют очень небольшой пассажиропоток, поэтому практически весь пассажиропоток приходится на порты Азорских островов и Мадейры. На речной транспорт пришлось 19,4 млн пассажиров, 82,9 % из которых путешествовали по реке Тежу.
В 2016 году автомобильным транспортом было перевезено около 149 млн тонн грузов. 91 млн тонн был перевезен по морю, 10 млн тонн по железной дороге и 150 тысяч тонн по воздуху.
Объём морских грузоперевозок растет: в 2016 году он увеличился на 5,1 %. Порт Синиш был самым важным портом, через него проходило 52,6 % товаров. За ним следуют Лейшойнш и порт Лиссабона.
Четырёхполосная автомагистраль соединяет Лиссабон с Порту. Из Лиссабона также есть автомобильная дорога в Мадрид на испанской стороне.
Мост Васко да Гама через реку Тежу возле Лиссабона был самым длинным в Европе, более 17 км, когда его строительство было завершено в 1998 году.
Согласно статистике 2016 года, в стране насчитывалось 2 546 км железных дорог. Более 60 % из них электрифицированы и почти 96 % — ширококолейные железные дороги. Количество линий и электрифицированных линий во многом зависит от региона. В Лиссабонском регионе электрифицировано более 91 % путей, в то время как на севере страны электрифицировано лишь менее 38 %. Железнодорожная инфраструктура Португалии управляется компанией Infraestruturas de Portugal.
В 1990-х и 2000-х годах лиссабонское метро было расширено за пределы города. А метро Порту — это частично подземная трамвайная система.
Основными портами являются порт Лиссабона, Лейшойнш, обслуживающий Порту, порт Сетубал и порт Синиш.

### Воздушный транспорт
В настоящее время наиболее важные аэропорты находятся в Лиссабоне, Порту, Фару, Фуншале (Мадейра) и Понта-Делгада (Азорские острова). Национальной авиакомпанией является TAP Air Portugal. Географическое положение Лиссабона делает его пересадочным пунктом для многих иностранных авиакомпаний в аэропортах по всей стране. Правительство решило построить новый аэропорт за пределами Лиссабона, в Монтижу, вместо лиссабонского аэропорта Портела.

#### Аэропорты
В Португалии — 30 гражданских аэропортов, из которых 7 имеют международный статус. Из них: 20 в континентальной части Португалии, 8 гражданских и 1 совместного базирования находятся на Азорских островах, 2 аэропорта находятся на Мадейре.  Крупнейший оператор аэропортов — ANA Aeroportos de Portugal управляет десятью из них как аэропортами (порт. Aeroportos), а именно: Лиссабон, Порту, Фару, Бежа, Мадейра, Порту-Санту, Понта-Делгада, Санта-Мария, Орта и Флорес.
Португалия является членом Международной организации гражданской авиации (ИКАО). На 2016 год имеет регистрационный префикс CR, CS, основанный на радиообозначениях, установленных Международным союзом электросвязи (МСЭ). Аэропорты Португалии имеют воздушный код ИКАО, начинающийся с — LP.
- Крупнейший аэропорт Португалии — Аэропорт Лиссабона (порт. Aeroporto de Lisboa), также известный как Аэропорт Портела (порт. Aeroporto da Portela) или Международный аэропорт Лиссабона Порте́ла имени Умберту Делгаду (порт. Aeroporto Internacional da Portela, Aeroporto Internacional de Lisboa, англ. Lisbon Portela Airport, Lisbon Humberto Delgado Airport) (ИАТА: LIS, ИКАО: LPPT). Расположен в северной части города Лиссабон, в 7 км к северо-востоку от центра города[13], в фрегезиях Оливайш (в Лиссабоне) и Камарате и Приор-Велью (в Лоуреше). Аэропорт управляется компанией «ANA» (Aeroportos de Portugal), функционирует с 15 октября 1942 года и имеет две взлётно-посадочные полосы с асфальтовым покрытием длиной 3805 и 2315 метров. Имеет два гражданских[14] и один военный терминал — Военный аэродром Лиссабона (порт. Aeródromo Militar de Lisboa) также (Aeródromo de Trânsito n.º 1 (AT1)), более известный под названием «Фигу-Мадуру»[15]. 26 700 000 пассажиров в 2017 году. 31 172 774 пассажиров в 2019 году[16]. 141 715 тонн грузов в 2019 году[16]. 217 703 воздушных судов в 2019 году[16].

- Второй по величине — Международный аэропорт Порту имени Франсишку Са Карнейру (порт. Aeroporto Francisco Sá Carneiro) (ИАТА: OPO, ИКАО: LPPR). Расположен на севере Португалии, в агломерации Большой Порту, на территории муниципалитетов Матозиньюш, Майа и Вила-ду-Конди, в 11 км к северо-западу от центра города Порту. Аэропорт управляется компанией «ANA» (Aeroportos de Portugal), функционирует с 15 октября 1945 год. 13 105 000 пассажиров в 2019 году.

- Международный аэропорт Фа́ру (порт. Aeroporto Internacional de Faro), (ИАТА: FAO, ИКАО: LPFR) — гражданский аэропорт, расположенный в 6,5 километрах к западу от города Фару (провинция Алгарве, Португалия)[17]. Аэропорт управляется управляющей компанией ANA Aeroportos de Portugal, функционирует с 11 июня 1965 года[18]. Эксплуатирует одну взлётно-посадочную полосу длиной 2610 метров с асфальтовым покрытием. 9 009 000 пассажиров в 2019 году[19].

- Международный аэропорт Криштиану Роналду (порт. Aeroporto Internacional Cristiano Ronaldo)[20], ранее — Международный аэропорт Мадейра (порт. Aeroporto Internacional da Madeira) (ИАТА: FNC, ИКАО: LPMA), также известный как Аэропорт Фуншала или Аэропорт Санта-Катарины. Расположен неподалёку от города Санта-Круш в 16 км к востоку от города Фуншала (Мадейра) и является одним из крупнейших международных аэропортов в Португалии после Лиссабона, Порту и Фару. Аэропорт управляется компанией «ANA» (Aeroportos de Portugal), функционирует с 8 июля 1964 года и имеет одну взлётно-посадочную полосу длиной 2777 м. 3 179 378 пассажиров в 2018 году.

- Ponta Delgada — João Paulo II Airport (порт. Aeroporto João Paulo II) (порт. Aeroporto de Ponta Delgada)(ИАТА: PDL, ИКАО: LPPD), ранее — (порт. Aeroporto de Nordela) на острове Сан-Мигел на Азорских островах. Расположенный в 2 км (1,2 мили) к западу от центра города Понта-Делгада[21], он является основным (и самым загруженным) аэропортом на Азорских островах. Аэропорт управляется компанией ANA Aeroportos de Portugal с 18 декабря 1998 года. Функционирует с 24 августа 1969 года[21]. В 1995 открыт новый терминал. Имеет одну взлётно-посадочную полосу длиной 2497 метров. 1 849 000 пассажиров в 2017 году. Более 2 000 000 пассажиров в 2019 году[22].

- Aeroporto Internacional das Lajes (порт. Aeroporto Internacional das Lajes) Lajes Airport (ИАТА: TER, ИКАО: LPLA) — находится в приходе Вила-даш-Лажеш, муниципалитете Прайя-да-Витория, на острове Терсейра, на Азорских островах. Функционирует 1934 года. Его взлетно-посадочная полоса является самой протяженной среди аэропортов Азорских островов, её длина составляет около 4 000 метров. Открытие нового терминала состоялось 18 ноября 1976 года, расширенный в 1986 году. 631 236 пассажиров в 2016 году[23]. 604 577 пассажиров в 2017 году. Он имеет общую взлетно-посадочную полосу и контрольные и вспомогательные сооружения (за исключением пассажирского терминала) с военным аэропортом Lajes Field (порт. Base Aérea das Lajes)(Air Base No. 4 (Base Aérea Nº 4, BA4)).

- Аэропорт Порту-Санту (порт. Aeroporto do Porto Santo) (ИАТА: PXO, ИКАО: LPPS) — международный аэропорт расположенный в 1 километре от города Вила-Балейра на острове Порту-Санту, Мадейра, Португалия. Оператор аэропорта — Aeroportos e Navegação Aérea da Madeira (ANAM). Открыт с января 1959 года[24]. Функционирует с 20 июля 1960 года. Эксплуатирует одну взлётно-посадочную полосу длиной 3 000 метров (после реконструкции законченной 28 августа 1995 года, тогда же открыт новый пассажирский терминал). 175 300 пассажиров в 2017 году[23]. Также используется как военный аэродром (порт. Maneuver Aerodrome no 3) ВВС Португалии.

#### Авиакомпании
- TAP Air Portugal — национальный перевозчик Португалии и её крупнейшая авиакомпания. Основной базой авиакомпании является лиссабонский аэропорт Портела.
- Azores Airlines — португальская авиакомпания со штаб-квартирой в Понта-Делгада (остров Сан-Мигел, Азорские острова)[25][26].
- Orbest
- Portugália (Companhia Portuguesa de Transportes Aereos SA) — региональная авиакомпания Португалии со штаб-квартирой в городе Лиссабон, является дочерним подразделением национального авиаперевозчика страны TAP Portugal[27].
- Luzair (Luzair — Transportes Aéreos, S.A.) — авиакомпания Португалии со штаб-квартирой в городе Лиссабон, работающая на рынке чартерных пассажирских перевозок по популярным туристическим направлениям. Портом приписки авиакомпании является лиссабонский Международный аэропорт Портела. Прекратила работу в 2011 году.

### Трубопроводный транспорт
Общая длина трубопроводов Португалии в 2015 году составляла: 1543 км, из них, транспортирующих газ — 1344 км, нефть — 11 км, нефтепродукты — 188 км.

### Железнодорожный транспорт
Железные дороги Португалии (Comboios de Portugal) составляют 2786 км. Железные дороги с широкой колеёй (1668 мм) — 2603 км, (из них 1351 км — электрифицированы), с узкой колеёй (1000 мм) — 183 км.
По данным Справочника ЦРУ по странам мира на 2014 в Португалии находилось в эксплуатации 3 075 км железных дорог, из них 1 633,4 км электрифицированы. В том числе 2 439 км ширококолейных, 636 км узкоколейных. Из них 108,1 км колеи 1000 мм, 2 439 км колеи 1668 мм (из них 1 633,4 км электрифицированы), 528 км иной колеи. На 1 км железнодорожного пути приходится 30 км2 площади страны, и 3 324 чел. населения.
По данным ЕЭК ООН на 2017 год в Португалии было 2 546 км железных дорог, из них 1 633 км электрифицированы. На 1 км железнодорожного пути приходится 36.13 км2 площади страны, и 4 049 чел. населения. Наибольшей длина железных дорог была в 1949 году — 3 592 км.
За год, в Португалии на 2019 год, проезжается более пяти миллиардов пассажиро-километров (п/км). В 2019 году перевезено 175.5 миллиона пассажиров.
Португалия является членом Международного союза железных дорог (МСЖД). Код страны UIC для Португалии — 94. Имеется железнодорожное сообщение с Испанией, которая использует ту же иберийскую широкую колею.
Основным оператором поездов в Португалии является Comboios de Portugal. Основана в	1856 году.
Железнодорожная инфраструктура обслуживается компанией Infraestruturas de Portugal.

#### Операторы железных дорог Португалии
Comboios de Portugal (порт. Comboios de Portugal, E.P.E.) (CP) — это португальская государственная компания общественного железнодорожного транспорта, которая управляет пассажирскими железнодорожными перевозками в Португалии и основной железнодорожный оператор в Португалии. Она была создана 11 мая 1860 года Хосе Мария де Саламанка-и-Майолем (исп. José María de Salamanca y Mayol) под названием Companhia Real dos Caminhos de Ferro Portugueses (Королевская компания португальских железных дорог) для строительства железных дорог из Лиссабона в Порту и Бадахос. С приходом Первой Португальской Республики компания изменила своё название на Companhia dos Caminhos de Ferro Portugueses, позже сокращенное до Caminhos de Ferro Portugueses. В первой половине XX века компания пережила процесс расширения, поглотив несколько частных железнодорожных компаний и железные дороги, находившиеся под управлением правительства Португалии. В 1975 году, в результате Революции гвоздик, компания была национализирована и стала Comboios de Portugal, E.P. (EP означает empresa pública, государственная компания). С 1997 года, с созданием компании REFER (в настоящее время Infraestruturas de Portugal), её деятельность сосредоточена на эксплуатации подвижного состава и оказании различных железнодорожных услуг. С 2009 года её юридическое название — Comboios de Portugal, E.P.E., хотя компания использовала это название с 2004 года.
В 2012 году пассажиропоток снова снизился до 111,70 млн пассажиров. В 2014 году Comboios de Portugal перевезла около 110 миллионов пассажиров и 9,3 миллиона тонн грузов.
В 2019 году CP перевезла 145 миллионов пассажиров, что на 19 миллионов больше, чем в 2018 году. Количество сотрудников на 2018 год — 2 658.
CP разделена на три подразделения:
- CP Longo Curso — магистральные поезда дальнего следования (Alfa Pendular, Intercidades и международные поезда).
- CP Regional — региональные перевозки (межрегиональные и региональные).
- CP Urbanos:
  - CP Lisboa, пригородная сеть Лиссабона. Она состоит из четырёх линий[45], которые в 2019 году обслужили 103 миллиона пассажиров[46].
  - CP Porto, пригородная сеть Порту. 24 миллиона пассажиров в 2019 году[42][47].

CP предлагает следующие типы поездов:
- Международные (IN) — это поезда, соединяющие Португалию с Испанией и Францией. Это Sud-Express (Лиссабон — Хендайе), Lusitânia (Лиссабон — Мадрид) и Celta (Порту — Виго). И Sud Express, и Lusitânia — это ночные поезда, курсирующие под брендом Trenhotel (поезд-отель) компании Renfe.
- Alfa Pendular (AP) — самый быстрый поезд, скорость которого может достигать 220 км/ч. Этот поезд следует из Лиссабона в Порту, Брагу или Гимарайнш (проходя через Коимбру, Авейру и Порту) или между Порту и Фару.
- Intercidades (IC) — это скоростной междугородний сервис, скорость которого может достигать 200 км/ч. Все рейсы IC (кроме челнока в Бежу) следуют из Лиссабона в Порту, Брагу, Гимарайнш, Гуарду, Ковилья или Эвору (с пересадкой в Каса Бранка в Беже), обслуживая большинство португальских регионов. На юге Португалии обслуживание осуществляется в таких городах, как Тунес, Фару и Албуфейра.
- Межрегиональные (IR) — это перевозки средней дальности, которые останавливаются только на главных станциях. Курсирует в основном по маршрутам Порту-Виана-ду-Каштелу-Валенса (линия Минью), Порту-Регуа-Посиньо (линия Дору), Лиссабон-Калдаш-да-Раинья-Лейрия-Коимбра (западная линия) и Лиссабон-Томар (северная линия). Услуги выполняются теми же поездами, что и региональные услуги.
- Региональный (R) — это местный сервис CP, останавливающийся на всех станциях, из пригородных районов Лиссабона и Порту.
- Urbano (U) — это городской сервис CP, в районах Лиссабона и Порту, а также на линии Коимбра-Фигейра-да-Фош.

Флагманом компании считается Alfa Pendular, который с 1999 года, обслуживает линию Брага-Порту-Лиссабон-Фару, с максимальной скоростью 220 км/ч (138 миль/ч) используя подвижной состав производства FIAT/Siemens. По состоянию на 2006 год сеть CP охватывает большую часть страны.
Fertagus (порт. Fertagus) — оператор пригородного железнодорожного сообщения, соединяющий Лиссабон, столицу Португалии, с пригородами на полуострове Сетубал, расположенном к югу через реку Тежу. Fertagus пересекает реку через Мост 25 апреля.
Fertagus принадлежит португальской транспортной компании Grupo Barraqueiro. Название компании происходит от caminhos-de-ferro, что означает железная дорога, и латинской формы реки Тежу (что совпадает с английским названием — Tagus).
Fertagus — первый частный железнодорожный перевозчик в Португалии. Компания платит Infraestruturas de Portugal (IP) плату за использование своей инфраструктуры.
Fertagus ежедневно перевозит 70 000 пассажиров. Используется одна линия протяжённостью 54 км, с 14 станциями.
Используются 22 двухэтажных поезда типа X’TRAPOLIS Tagus или серии 3500, которые были произведены компанией GEC Alstom в 1999 и 2000 годах и состоят из четырёх вагонов каждый.
Компания Fertagus располагает также парком из 37 автобусов под названием SulFertagus, которые соединяют станции, обслуживаемые компанией Fertagus, с наиболее отдаленными населенными пунктами по альтернативным маршрутам. Автомобильное сообщение осуществляется в сотрудничестве с компанией Transportes Sul do Tejo, которая осуществляет некоторые собственные рейсы между некоторыми автовокзалами Fertagus до пунктов назначения в Прагале, Корройосе, Форос де Амора, Фогутейро и Койне.
Takargo Rail (порт. Takargo – Transporte de Mercadorias, S. A.) — kомпания занимается железнодорожными перевозками морских грузов и навалочных грузов (агрегаты, металлы, сырье). Компания Takargo Rail, входящая в группу Mota Engil, была основана после либерализации португальского железнодорожного рынка в сентябре 2006 года. Компания управляет тремя грузовыми линиями между Португалией и Испанией совместно с COMSA под названием Ibercargo Rail S.A.; она является первой частной компанией в Португалии, осуществлявшей коммерческие грузовые перевозки наряду с государственной Comboios de Portugal.
Medway — Transportes e Logística ранее (порт.  CP Carga S.A.) — является логистическим оператором и крупнейшим частным оператором железнодорожных грузоперевозок на Пиренейском полуострове. Она полностью принадлежит MSC Rail, дочерней компании швейцарского международного гиганта Mediterranean Shipping Company (MSC). Это крупнейший оператор железнодорожных грузоперевозок в Португалии, доля рынка которого составляет около 90 %. Его основным конкурентом является железнодорожный оператор «Такарго».
Первоначально созданная 2009 году в рамках реформы португальских железных дорог, как одно из направлений деятельности CP — Comboios de Portugal для грузовых перевозок, под названием CP Carga SA, она была приватизирована и в сентябре 2015 года окончательно продана дочерней компании MSC — MSC Rail Portugal за 55 млн евро, которая была её крупнейшим клиентом. С ноября 2016 года она называется Medway.

#### Узкоколейные железные дороги в Португалии
Португалия ранее имела несколько сотен километров узкоколейных железных дорог, но к 2010 году в эксплуатации оставались только две линии — линия Воуга и Метро де Мирандела. Эти линии эксплуатировались компанией Comboios de Portugal и обслуживались компанией REFER (или её предшественницей CP).
Большинство железнодорожных линий в Португалии были построены по иберийской колее 1 668 мм (5 футов 5+21⁄32 дюйма). Для снижения стоимости строительства некоторые линии (особенно в сельских и горных районах страны) были построены на узкой колее. Узкоколейные железные дороги Португалии в основном были построены на метровой колее. Строительство линий велось в основном с 1880-х годов, а окончательно линии были завершены только в 1949 году. Первая крупная волна закрытий прошла в 1980-х годах, в частности, на линии Сабор и линии Дау. Северные конечные участки линий Корго, Тамега и Туа (все они идут на север от главной линии Дору через долину Дору) были закрыты в 1990/1 году, а остальные линии были закрыты в 2008/9 году.

#### Высокоскоростная железная дорога в Португалии
В феврале 2009 года правительство Португалии объявило о планах строительства высокоскоростной железнодорожной линии от Лиссабона до Мадрида; этот план был отменен в марте 2012 года на фоне программы финансовой помощи Португальской Республике. Стоимость проекта оценивалась в 7,8 млрд евро, и правительство заявило, что он создаст 100 000 рабочих мест. Линия должна была соединиться с Юго-Западным коридором Испании.
В октябре 2020 года правительство Португалии предложило создать железнодорожное сообщение между Лиссабоном и Порту продолжительностью 75 минут и между Порту и Виго (Испания) продолжительностью 55 минут. Эти новые линии соединятся с существующей железнодорожной системой в Лейрии, Коимбре, Авейру и Браге (помимо уже упомянутых городов), сократив время в пути в целом по стране.
В 2005 году правительство Португалии одобрило строительство трех высокоскоростных линий:
- от столицы Лиссабона до Порту (новая высокоскоростная линия со скоростью 300 км/ч, строительство которой планируется завершить в 2015 году). Два крупнейших города Португалии будут находиться на расстоянии 1 часа 15 минут езды на поезде.
- из Лиссабона в Мадрид (350 км/ч смешанного движения HSL ожидается к 2013 году[67]), что позволит столицам этих стран находиться в трех часах езды друг от друга (ожидается менее 2 ч 45 мин).
- из Порту в Виго (новая линия со смешанным движением 250 км/ч между Брагой и границей), которая соединит оба конечных пункта (Порту и Виго) менее чем за 45 минут, а также соединит Виго-Сантьяго-де-Компостела.

Настоящее время:
- С конца 1990-х годов компания Comboios de Portugal (CP) запустила услугу Alfa Pendular, соединяющую материковую часть Португалии от северной границы до Алгарве со скоростью до 220 километров в час (140 миль/ч) (на определённых участках), что позволило сократить время в пути между Порту и Лиссабоном примерно на 30 минут.

На сервисе используются 10 наклонных поездов Пендолино итальянской разработки. Основанные на итальянском ETR 480, поезда были собраны в Португалии на бывшем заводе SOREFAME/Adtranz в Амадоре. Fiat Ferroviaria была главным подрядчиком, а Siemens AG и ADtranz — субподрядчиками.
В дополнение к этим высокоскоростным поездам, вагоны «corail» CP InterCity были модернизированы до скорости 200 километров в час (120 миль/ч). Их тянут локомотивы CP 5600 (идентичные испанским RENFE Class 252). Эти вагоны «corail» основаны на французских вагонах SNCF Corail, но их кузов сделан из нержавеющей стали, произведенной на заводе SOREFAME.

### Метро
- Лиссабонский метрополитен (порт. Metropolitano de Lisboa) — система линий скоростного транспорта Лиссабона. Открыт 29 декабря 1959 года. После открытия трёх станций 17 июля 2012 года насчитывает 4 линии 56 станций и 44,5 км[69]. Ширина колеи 1435 мм. 750 В постоянный ток. 173 миллиона пассажиров на 2019 год[70].

- Метрополитен Порту (порт. Metro do Porto) — легкорельсовая электрифицированная система городского пассажирского транспорта в Порту, Португалия. Метрополитеном эта транспортная система не является. Фактически данная система является скоростным трамваем — метротрамом. В составе сети на 2017 год 6[71] маршрутов и 81 станция[71] из которых 15 подземных. Сеть соединяет шесть городов агломерации Большой Порту, а именно: Порту, Вила-ду-Конде, Вила-Нова-де-Гайя, Майа, Матозиньюш и Повуа-де-Варзин. Открыто 7 декабря 2002 года. Длина сети на 2017 год 67 км[71]. Ширина колеи 1435 мм. В 2008 году Метрополитен Порту перевез 51,5 миллиона пассажиров[72]. На 2017 год перевезено 60,6 млн/год пассажиров[73].

- Линия Туа (порт. Linha do Tua) «Наземный метрополитен Миранделы» (Лёгкое метро Миранделы) (порт. Metro Ligeiro de Mirandela) — узкоколейная железная дорога в Португалии, в округе Браганса. Железнодорожная ветка протяжённостью 133,8 км связывает сельское поселение Туа (где узловая станция) с городом Брагансой (в тупике). Ширина колеи — 1000 мм, рельеф по маршруту — холмистый[74].
- Metro Transportes do Sul (MTS) (Metro Transportes Sul do Tejo) (Metro Sul do Tejo) (Система скоростного транспорта Южного Тежу) Сейшал. Это система легкорельсового транспорта, обеспечивающая транспортное обслуживание муниципалитетов Алмада и Сейшал, Португалия. МТС соединяется с пригородными поездами Fertagus, следующими в Лиссабон и Сетубал, на станциях Pragal и Corroios. Длина 13.5 km, 3 линии, 19 станций. Колея — 1435 мм. Легкорельсовый транспорт. Открыто 30 апреля 2007 года. 750 В постоянный ток[75]. Термин «метро», используемый операционной компанией и муниципалитетом, неоднозначен. Подвижной состав представляет собой трамвай, моделью которого является Siemens Combino Plus, а сеть построена на поверхности точно так же, как трамвайная, только мост через автомагистраль A2 и его узлы находятся в полосе отвода. Чтобы считаться легкорельсовым транспортом, весь маршрут должен быть исключительно полосой отвода[76].

### Автомобильный транспорт

#### Автострады
Протяженность дорог в Португалии составляет 78470 км (покрытые — 67484 км, включая 2002 км автотрасс; непокрытые — 10986 км.)
По данным Евростата на 2018 год в Португалии 82 900 км автомобильных дорог, 3 065 км автомагистралей.
Дорожная инфраструктура Португалии была признана лучшей в Европе и второй в мире Всемирным экономическим форумом в его отчете о глобальной конкурентоспособности за 2014—2015 годы. В отчете за 2017—2018 годы она была признана 8-й лучшей в мире. Тем не менее, все эти данные были получены не более чем путем опроса мнений отдельных руководителей предприятий. Живописная дорога между Пезу-да-Регуа и Пиньяном, в регионе Траз-уш-Монтиш, была признана лучшей в мире дорогой для вождения, согласно Avis Driving Index. Эта дорога является участком шоссе N 222, которое проходит по долине Дору.
Автострады Португалии (порт. Autoestradas de Portugal) насчитывают около 3 000 км. Они пересекают все побережье и соединяют основные внутренние города и поселки. Несколько автострад связаны с испанской системой автомагистралей и, через Испанию, с остальной Европой.
В 1990-х и начале 2000-х годов Португалия была страной с наибольшим развитием сети автомагистралей в Европейском союзе. В 1990 году здесь было 316 км автомагистралей, их количество увеличилось до 1 242 км к 1999 году, и 2 100 км к концу 2007 года.
Хотя административно существует отдельная сеть автомагистралей, на практике, каждая автомагистраль (порт. autoestrada) частично или полностью перекрывает IP (порт. Itinerário Principal или Основной маршрут) или IC (порт. Itinerário Complementar или Дополнительный маршрут). Они обозначаются кодом «A», а также «IP» или «IC», хотя знаки на них обычно указываются только через обозначение «A». Кроме того, многие из этих дорог являются частью европейской дорожной сети и поэтому имеют обозначение «E», которое может служить ориентиром для не португальских водителей.
По состоянию на 2013 год 84 % португальских автомагистралей были платными, хотя есть и некоторые бесплатные автомагистрали, в основном в городских районах, например, в Большом Лиссабоне и Большом Порту. Плата за проезд взимается с водителей в зависимости от расстояния, которое они проезжают. Почти все автомагистрали управляются частными концессионными компаниями, такими как Brisa и Ascendi. В конце 1990-х и начале 2000-х годов правительство Португалии создало семь теневых платных концессий, SCUT toll (порт. Portagens sem cobrança aos utilizadores, платные дороги без взимания платы с пользователей). В эти концессии было включено более 900 километров автомагистралей и шоссе, некоторые из них уже были построены, другие были построены в последующие годы. Однако по экономическим и политическим причинам в 2010—2011 годах концепция теневого сбора была упразднена, и на этих автомагистралях было установлено электронное оборудование для взимания платы с пользователей. Бывшие автомагистрали SCUT, на которых взималась только электронная плата за проезд, теперь могут использоваться только транспортными средствами, оснащенными электронными устройствами оплаты, или транспортными средствами, зарегистрированными в системе. В 2000-х годах (то есть до введения платы за проезд по автомагистралям SCUT) 35 % португальской сети автомагистралей были платными, и Португалия уже считалась одной из европейских стран с большим количеством платных дорог. После введения платы за проезд по бывшим автомагистралям SCUT 84 % сети были платными, то есть только 16 % были бесплатными.
Также в Португалии существуют системы национальных (порт. Estradas Nacionais (EN));

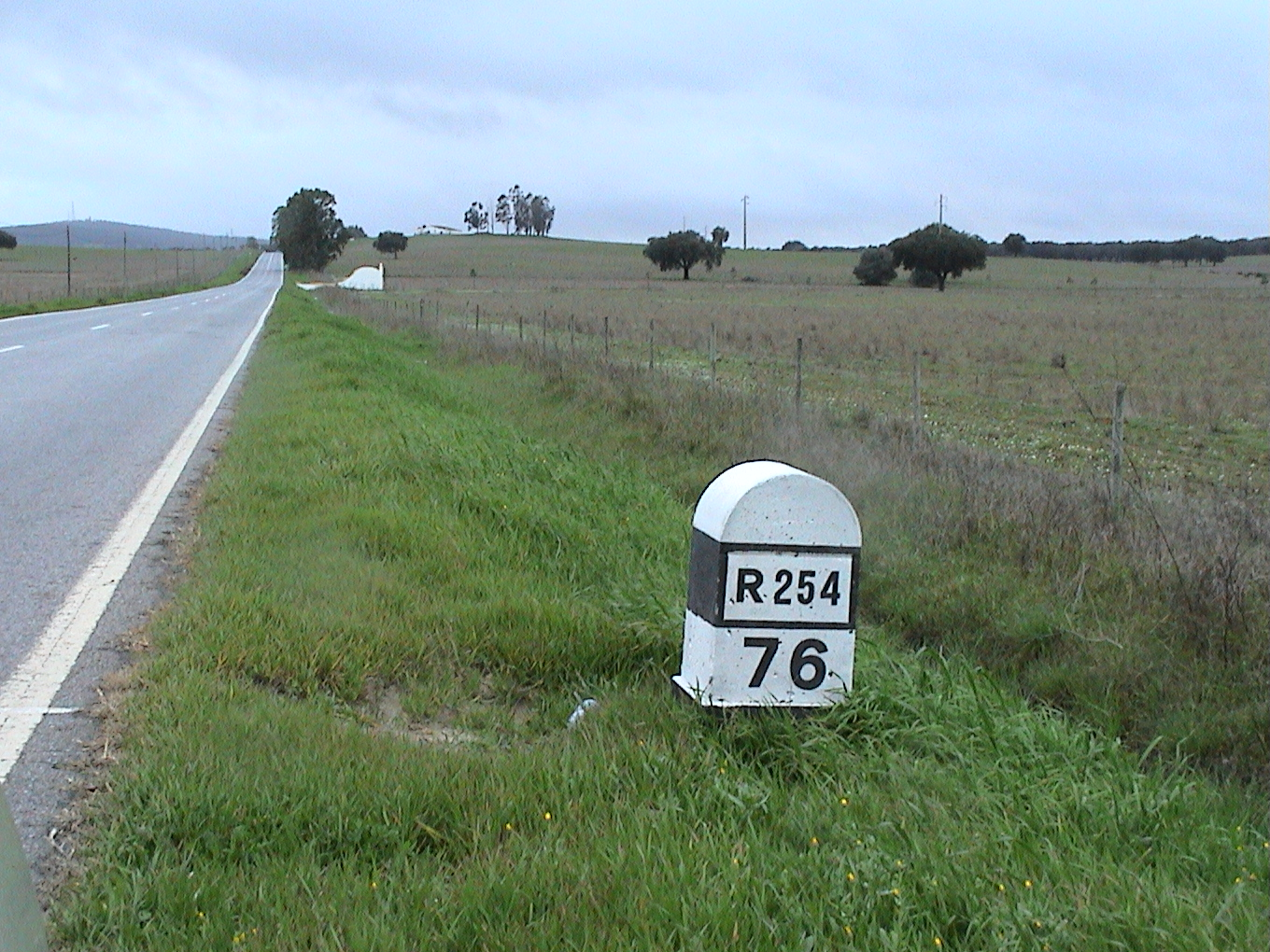
Знак обозначающий региональную автомобильную дорогу R254 (Évora-Viana do Alentejo).

региональных (порт. Estradas Regionais (ER));
муниципальных (порт. Estradas municipais) дорог.

#### Мосты
Из-за особенностей географии, расселения населения, и организации транспортной сети, в Португалии важное значение имеют мосты, которых в стране множество.
Наиболее важные мосты Португалии:
Мост Васко да Гама (порт. Ponte Vasco da Gama) — вантовый мост, переходящий в виадук, через реку Тежу к юго-востоку от Лиссабона. Наиболее длинный мост в ЕС. До открытия автодорожной части Крымского моста между Краснодарским краем и Крымом в мае 2018 года был самым длинным мостом в Европе (включая виадуки), длина всего транспортного перехода составляет 17,2 км, в том числе 0,829 км вантового моста, 11,5 км виадуки и 4,8 км подъездных дорог. Основной пролёт — 420 м. Мост является частью автодороги A12, идущей из Лиссабона в Сетубал. Открыт 29 марта 1998. Проезд по мосту в Лиссабон платный.

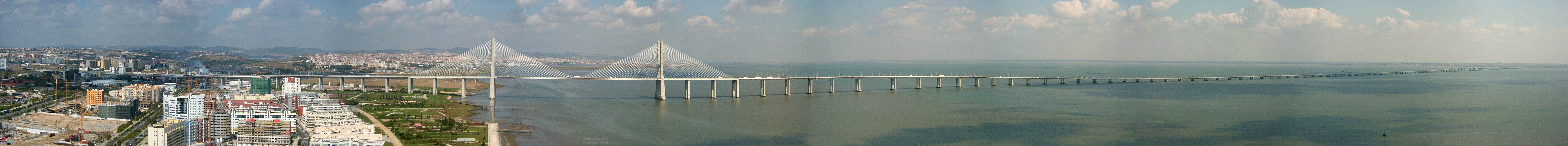
Панорама моста с Башни Васко да Гама

Мост Лезирия (порт. Ponte da Lezíria) пересекает реку Тежу и реку Соррайя между Каррегаду и Бенавенте, к северо-востоку от Лиссабона, расположен на трассе A10 соединяющей Каррегаду, муниципалитет Аленкер, на северном берегу реки Тежу, с Бенавенте, на южном берегу, на протяжении около 12 км. Это делает его девятым по длине мостом в мире и третьим в Европе после моста Васко да Гама в Лиссабоне и Крымского моста в России (открыт в 2018 году). Длина 11 670 м основной пролёт 133 м. Построен в 2007 году. Это второй по длине мост в Европе (включая виадуки) и девятый по длине в мире, общая длина которого составляет 12 км. Главный мост перекинут через реки Тежу и Соррайя на 972 метра. Длина пролетов составляет 95 м — 127 м — 133 м — 4 × 130 м — 95 м.
Мост Салгейру Майя (порт. Ponte Salgueiro Maia) — автомобильный мост через реку Тежу недалеко от Сантарема ниже по течению от города. Длина 4 300 м. Основной пролёт 250 м. Открыт в 2000 году. Общая длина моста составляет 4300 метров. Это двухпролётный вантовый мост длиной 570 м с двумя полосами движения каждая. К вантовому мосту примыкают длинные береговые мосты через русло Тежу. Таким образом, общая длина мостовой конструкции составляет 4300 м. Основной пролёт имеет длину 246 м. Ширина мостового полотна составляет 27,7 м, а высота конструкции — 2,5 м. Мост назван в честь капитана Салгейру Майя.
Мост 25 апреля (порт. Ponte 25 de Abril) — висячий мост, соединяющий Лиссабон на северном (правом) и Алмаду на южном (левом) берегу реки Тежу. До 1974 года мост назывался в честь Антониу ди Салазара (порт. Ponte Salazar). Длина 2 277,64 м. Это 43-й по длине основного пролёта подвесной мост в мире. Основной пролёт 1 012,88 м. Открыт в 1966 году. Проезд по мосту в Лиссабон платный.
Мост Арока (порт. Ponte 516 Arouca) (Arouca 516) длина 516 m. Открыт 2 мая 2021. Это самый длинный подвесной пешеходный мост в мире.
Мост Луиша I (порт. Ponte Luís I) — железнодорожный, автомобильный и пешеходный мост через реку Дору в Португалии. Соединяет города Порту и Вила-Нова-ди-Гая. Открыт 31 октября 1886. Был длиннейшим, по длине пролёта, арочным мостом в мире в 1886—1898 годах. Основной пролёт 172 m. Общая длина — 385,43 м. Вместе с историческим центром Порту, является объектом всемирного наследия ЮНЕСКО.
Виадук Корго (порт. Viaduto do Corgo) или мост Вила Реал — это автомобильный мост, по которому проходит автомагистраль А4 в Португалии. Он расположен в районе Вила-Реал и перекинут через реку Коргу. Это вантовый мост длиной 555 м, с главным пролётом над рекой длиной 300 м и высотой 130 м, плюс пилоны высотой 63 м. На концах находятся два виадука: один на западе длиной 965 м и один на востоке длиной около 1 280 м, что составляет в общей сложности 2,8 км для всего сооружения. Это самый высокий мост (по высоте настила моста) в Португалии, четвёртый по высоте автомобильный мост в Европе. Основной пролёт 300 m. Длина 2 796 м. Высота 230 м. Строительство завершено 15 марта 2013 года.

### Городской транспорт
В двух крупнейших мегаполисах есть системы метрополитена: Lisbon Metro и Metro Transportes do Sul в столичном районе Лиссабона и Porto Metro в районе Порту, каждая из которых имеет более 35 км (22 миль) линий. В Португалии трамвайные перевозки в Лиссабоне уже более ста лет обеспечивает компания Companhia de Carris de Ferro de Lisboa (Carris). В Порту трамвайная сеть из трех линий начала строиться 12 сентября 1895 года, став первой на Пиренейском полуострове. Во всех крупных городах и посёлках есть своя сеть местного городского транспорта, а также службы такси.

#### Трамвай
Трамвайные системы существуют в городах — Лиссабон (с 1901 года), Порту (1895) и Синтра (1904). Ранее, трамваи также существовали в Браге (1914) и Коимбре (1911).

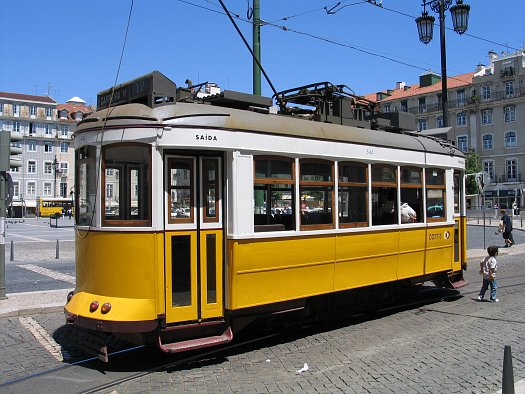
Лиссабонский трамвай типа «remodelado»

Лиссабонский трамвай (порт. Rede de elétricos de Lisboa) — Длина сети 31 км (максимальная в прошлом — 76 км). Число маршрутов 6 (максимальное в прошлом — 27). Ширина колеи с 1888 года — 900 мм. Сеть имеет необычную, узкую колею 900 мм, используемую в очень немногих системах в мире. Линц имеет единственную действующею городскую сеть с идентичной шириной колеи, — трамвайная сеть в Браге, закрытая в 1963 году, также использовала эту колею, как и некоторые небольшие пещерные, горные, портовые, сельские и/или туристические системы. С 1890 года существовало несколько маршрутов канатного трамвая которые в дальнейшем были объединены с электрическим трамваем, и заменены им к 1915 году.
В конце мая 2015 года был открыт туристический трамвайный маршрут.
Питание осуществляется постоянным током напряжением 600 В. Открылся (как электрический) 30 августа 1901, как конка 17 ноября 1873.
В городе Синтра существует Трамвай Синтры (порт. Elétricos de Sintra) — пригородная трамвайная линия, соединяющая португальский город Синтра с приморским курортом Прая-даш-Масанш. Длина сети 11,0 км. Число маршрутов 1. Ширина колеи 1000 мм. Открылся 31 марта 1904 года. На линии используется старинный подвижной состав.
Трамвай Порту (порт. Elétricos do Porto) — Длина сети 8,9 км (максимальная в прошлом — 76 км). Число маршрутов 3 (максимальное в прошлом — 30). Ширина колеи 1435 мм. Открылся в 1895 (как конка в 1872). Движение осуществляется с 30-минутным интервалом. Все маршруты являются трамвайными маршрутами наследия, так как, на них используются исключительно старинные трамвайные вагоны, и их не следует путать с современной системой легкорельсового транспорта Метро Порту. В 2010 году трамваи перевезли 390 000 человек, значительное большинство из которых были туристами.

#### Троллейбус
В настоящее время, в Португалии троллейбусная система существует только в городе Коимбра, в прошлом, троллейбусы также были в городах Брага (с 28 мая 1963 года по 10 сентября 1979 года) и Порту (с января 1959 года по 27 декабря 1997 года).
Троллейбус Коимбры (порт. Tróleis de Coimbra) — Число маршрутов 2. Открылся 16 августа 1947.

#### Автобус
Основные операторы автобусных маршрутов в городах:
- Коимбра: SMTUC
- Гимарайнш: TUG
- Лиссабон: Carris (порт. Companhia Carris de Ferro de Lisboa) (Компания лиссабонских трамваев) (CCFL) — это компания общественного транспорта в Лиссабоне, Португалия. Carris управляет лиссабонскими автобусами, трамваями, фуникулёрами и подъёмником Элевадор-ди-Санта-Жушта[122]. Компания не управляет лиссабонским метрополитеном. Carris была основана 18 сентября 1872 года[123]. На 2011 год в управляемую компанией транспортную сеть входили: 80 автобусных маршрутов с протяженностью сети 680 километров;шесть линий Лиссабонского трамвая, протяженность сети 48 километров; три фуникулера; лифт Elevador de Santa Justa[124]. В 2011 году компания перевезла 232,7 миллиона пассажиров, из которых 214,3 — на автобусных линиях и 18,4 миллиона — на трамваях, лифтах и фуникулерах. По сравнению с 2010 годом это на 7,9 млн пассажиров меньше (-3,3 %)[124]. В 2017 году было зарегистрировано 140,6 млн посадок пассажиров[125].
- Порту: STCP
- Брага: TUB
- Фуншал: Horários do Funchal
- Визеу: STUV

- Scotturb (аббревиатура от Sintra-Cascais-Oeiras Transportes Terrestres Urbanos) — португальская компания общественного городского транспорта, обслуживающая муниципалитеты Синтра, Кашкайш, Оэйраш и небольшую часть муниципалитета Мафра (Карвалхал де Челейрос). В настоящее время она обслуживает 52 маршрута интегрированных с железнодорожным транспортом на основных станциях[126].

### Велосипедный
В Португалии развит велосипедный транспорт.
Через территорию Португалии проходит EuroVelo Трасса Север-Юг, Европейской федерации велосипедистов EV 1 — Атлантическая трасса: Нордкап — Сагреш, длинной 8 186 км. Маршрут по Португалии: Вила-Реал-ди-Санту-Антониу — Фару — Сагреш — Синеш — Сетубал — Лиссабон — Пенише — Назаре — Фигейра да Фош — Порту — Виана ду Каштелу — Каминья.

### Водный транспорт

#### Речной
Водный путь по реке Дору из Порту составляет 210 км.

#### Морской

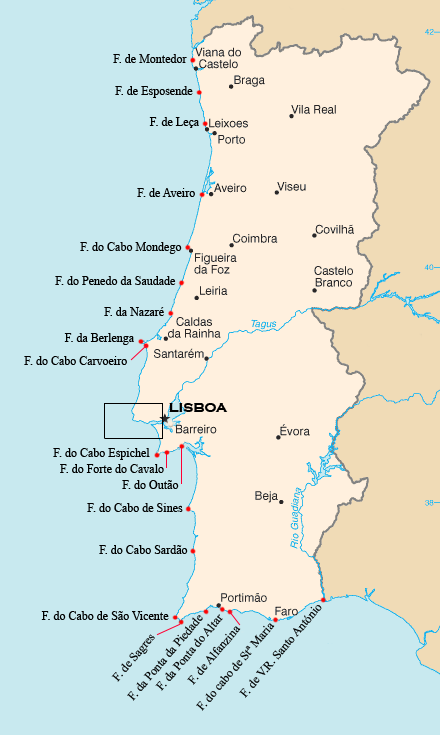
Карта маяков в континентальной части Португалии

Тоннаж морского торгового флота — 1,1 млн тонн дедвейта.

#### Торговый флот
Торговый флот: 117 кораблей (1000 тонн и более) с допустимой общей массой 1,022,783 тонн.
В их числе: 10 сухогрузов, 37 грузовых кораблей, 2 грузоперевозчик, 16 нефтеналивных судов, 6 контейнеровозов, 9 судов предназначенных для перевозки сжиженного газа, 10 пассажирских, 10 пассажирогрузовых, 6 нефтяных танкеров, 1 специальный танкер.
Кораблей, принадлежащих иностранным государствам — 80 (9 бельгийских, 3 датских, 22 немецких, 4 греческих, 11 итальянских, 10 японских, 1 мальтийский, 1 мексиканский, 1 голландский, 3 норвежских, 10 испанских, 2 шведских, 2 швейцарских, 1 американский). Зарегистрированных в других странах — 15 (1 на Кипре, 1 в Гонконге, 3 на Мальте, 9 в Панаме, 1 в Сант-Винсент и Гренадины).
По состоянию на 1 января 2017 года в Португалии зарегистрировано 466 судов, суммарно 13 753 тысяч тонн дедвейта.

#### Порты
Основные порты Португалии:

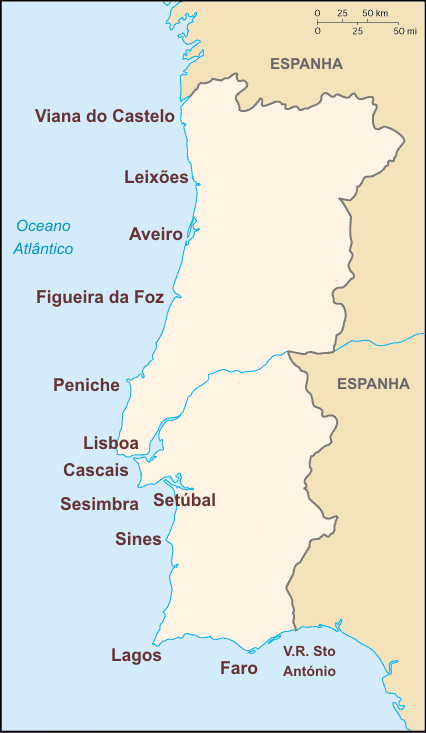
Карта морских портов в континентальной части Португалии

Порты и терминалы — Лиссабон, Сетубал, Синиш, Понта-Делгада.

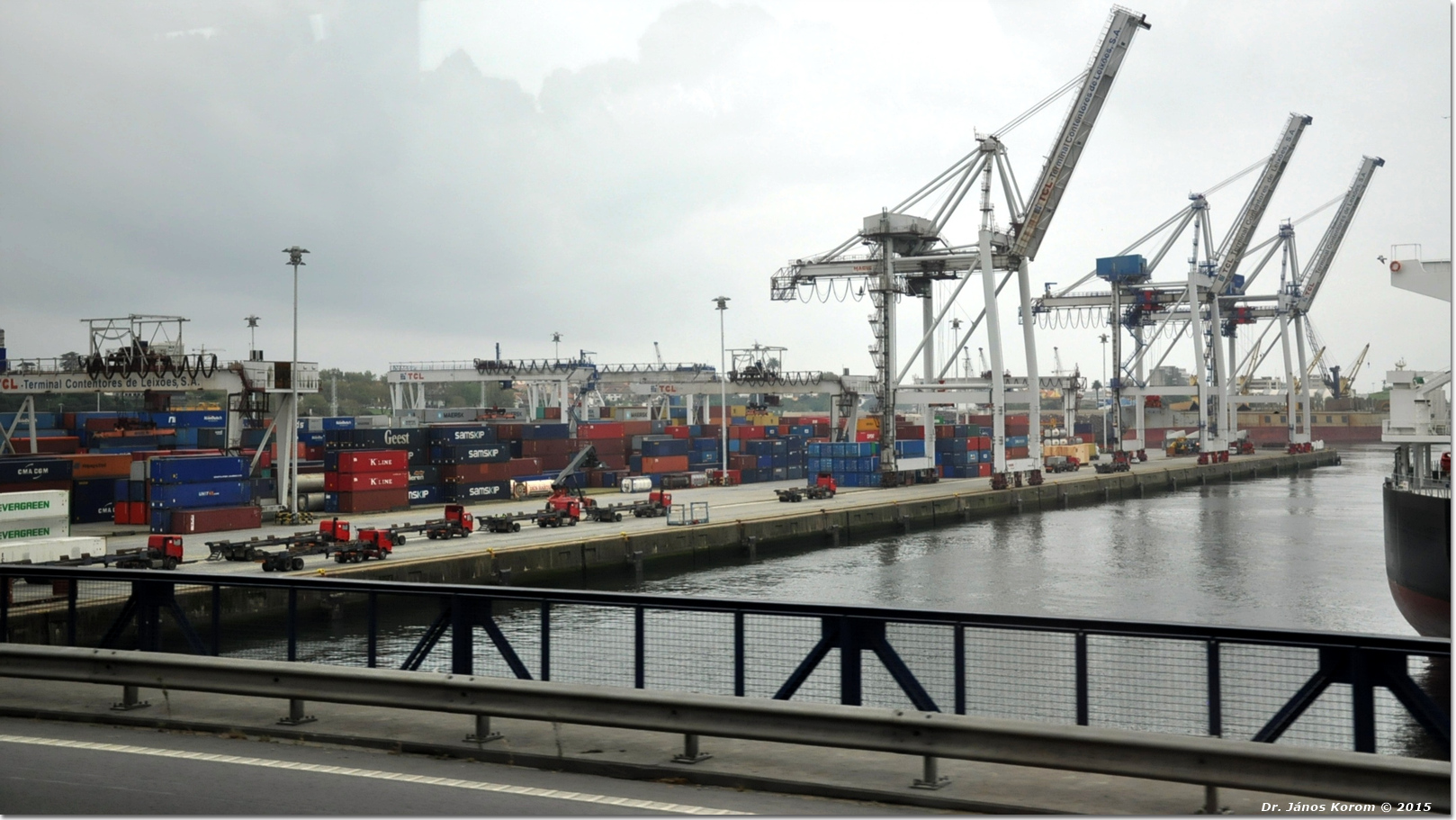
Порт Лейшойнш

- Порт Лейшойнш (порт. Porto de Leixões) — один из крупнейших морских портов Португалии, расположен в 4 км к северу от устья реки Дору, в муниципалитете Матозиньюш, недалеко от города Порту. Порт Лейшойнш — крупнейшая портовая инфраструктура в Северном регионе Португалии и одна из самых важных в стране[130]. В 2018 году он перевез 19,2 млн тонн грузов[131]. Порт Лейшойнш был построен в конце XIX века, последовательно расширялся и совершенствовался до сегодняшнего дня. 23 июля 2015 года был открыт Круизный терминал порта Лейшойнш — это терминал для океанских пассажирских судов[132]. Здание нового терминала расположено на причале длиной 340 метров и включает в себя пешеходную дорожку для пассажиров и широкой публики.

- Порт Фуншал (порт. Porto do Funchal) — основан в 1762. Мадейра. Порт Фуншал — это порт и гавань города Фуншал, который часто используется в качестве остановки трансатлантических судов, направляющихся из Европы в Карибский бассейн, поскольку это самый северный остров Атлантики, лежащий на пути западных ветров. С 2007 года полностью предназначен для пассажирских перевозок — круизных судов, паромов, других туристических судов и яхт[133]. Паромное сообщение между Фуншалом и Портимау на материке, осуществлялось еженедельно с 2008 по 2013 год, и с 2018 года но, только с июля по сентябрь. Оператором выступила компания Grupo Sousa, использующая судно кампании Naviera Armas под названием Volcán de Tijarafe, которое обеспечивало переправу до прекращения в 2013 году. Переправа занимает около 24 часов при максимальной скорости 23 узла[134]. Паром под названием Lobo Marinho курсирует через два часа между Фуншалом и островом Порту-Санту[135].

- Порт Лиссабон (порт. Porto de Lisboa) — 521,042 пассажиров в 2016/2017 (61-й в мире)[136]. 559 434 пассажиров в 2013 (25-й в мире)[137].

- Порт Синиш (порт. Porto de Sines) — Порт Синиш 5-й в европе и 17-й в мире среди самых загруженных перевалочных портов[138]. 15-й в европе среди самых загруженных контейнерных портов на 2018 год (1 750 000 TEU)[139][140].

- Порт Повуа-ди-Варзин (порт. Porto da Póvoa de Varzim) находится в городе Повуа-ди-Варзин округа Порту. Находится в составе крупной городской агломерации Большой Порту.

- Cascais Marina — в городе Кашкайш. Гавань Кашкайш Марина в Кашкайше, является самой большой пристанью для яхт на Португальской Ривьере и третьей по величине пристанью для яхт в стране. В Cascais Marina имеется 650 причалов, способных принимать суда длиной до 36 метров. Из них 125 причалов предназначены для коротких остановок. Пристань была официально открыта 6 августа 1999 года. Общая площадь открытых многофункциональных помещений, доступных для проведения мероприятий, составляет 20 000 м2. Здесь проводилось несколько важных парусных соревнований, таких как мировая серия Кубка Америки, Swedish Match Tour, Audi MedCup (2010 и 2011), Чемпионат мира по парусному спорту ISAF 2007 и Чемпионат мира по парусному спорту 49er & 49er FX World Championships[141].

- Порт Канисал (порт. Caniçal) — расположен в деревне Канисал, Мадейра. В настоящее время Канисал является главным грузовым портом Мадейры. В 2007 году грузовые перевозки в Фуншале прекратились, и они перешли в Канисал[133].
- Порт Сетубал — в 2012 году грузооборот порта Сетубал составил 6 058 миллионов тонн[142], что делает его четвёртым по загруженности портом Португалии, на долю которого приходится 7,4 % грузооборота страны[143].
- Ангра-ду-Эроишму — Азорские острова.
- Авейру
- Кашкайш
- Кальета — Азорские острова.
- Фигейра-да-Фош
- Орта — Азорские острова.
- Лагуш
- Назаре
- Ольян
- Пениши
- Понта-Делгада — Азорские острова.
- Портиман
- Порту
- Прая-да-Витория — Азорские острова.
- Санта-Круш-даш-Флориш — Азорские острова.
- Санта-Круш-да-Грасиоза — Азорские острова.
- Сезимбра
- Тавира
- Велаш — Азорские острова.
- Вила-Реал-ди-Санту-Антониу
- Вила-ду-Порту — Азорские острова.
- Виана-ду-Каштелу
- Вила-ду-Корву — Азорские острова.

Основные контейнерные терминалы:
- Port of Setúbal, Сетубал
- Port of Alcântara, Лиссабон
- Port of Leixões, Порту
- Port of Sines, Синиш

#### Паромы

Маршруты паромных переправ через Тежу в районе Лиссабона

Паромные переправы действуют как между континентальной и островной частями Португалии, так и между островами, и в континентальной Португалии между различными пунктами на побережье и берегах рек.
- Между двумя главными островами архипелага Мадейра — Мадейрой и Порту-Санту. Паромное сообщение осуществляет компания Porto Santo Line[144][145], используя судно Lobo Marinho[146]. При регулярном сообщении судно обычно отправляется из Фуншала в 8:00 утра и прибывает в порт Порту-Санту чуть более чем через два часа. Обратный путь осуществляется вечером в 18.00. По пятницам судно отправляется из Фуншала в 19.00 часов и возвращается из Порту-Санту в 22.30 часов. Этот почти ежедневный график дополняется второй поездкой в отдельные дни[147].
- Между Фуншалом и Портимау на материке[134].
- Между берегов реки Тежу в районе Лиссабона. Осуществляет компания Transtejo & Soflusa (Transtejo S.A.) — государственная паромная компания речного транспорта, осуществляющая перевозки между Лиссабоном, расположенным на правом (северном) берегу реки Тежу, и левым (южным) берегом реки в Трафарию, Порту-Брандау, Касильяш (Алмада), Сейшал, Баррейру и Монтижу, по пяти маршрутам. Компания управляет флотом из 35 судов различных типов, построенных в Португалии, Сингапуре, Австралии, Великобритании и Германии. Он включает 20 катамаранов, 2 автомобильных парома и 13 обычных паромов[148]. 16 054 071 пассажиров в 2016 году.
- Между островами Азорского архипелага. Основные компании: Transmaçor (Transmaçor — Transportes Marítimos Açorianos, Lda) основана в 1987 году[149][150], и Atlanticoline (Atlânticoline) основана в 2005 году[151].
- По эстуарию Садо между Сетубалом, в столичном регионе Лиссабона, и полуостровом Тройя, в Алентежу-Литорал переправу пассажиров, транспортных средств и грузов осуществляет компания Atlantic Ferries[152][153]. Вместе с группой Transtejo она является одной из компаний, предоставляющих данный вид услуг в столичном регионе Лиссабона, на её долю приходится около 7 % от общего числа пассажиров, перевозимых речным транспортом в регионе[154]. В 2018 году она перевезла 866 660 пассажиров[155] и 247 030 автомобилей[156]. Флот состоит из четырёх судов с дизельным двигателем: двух катамаранов и двух паромов. Используемая инфраструктура принадлежит администрации портов Сетубал и Сезимбра, но управляется и обслуживается компанией[154] .

## Другие виды транспорта

### Канатные дороги

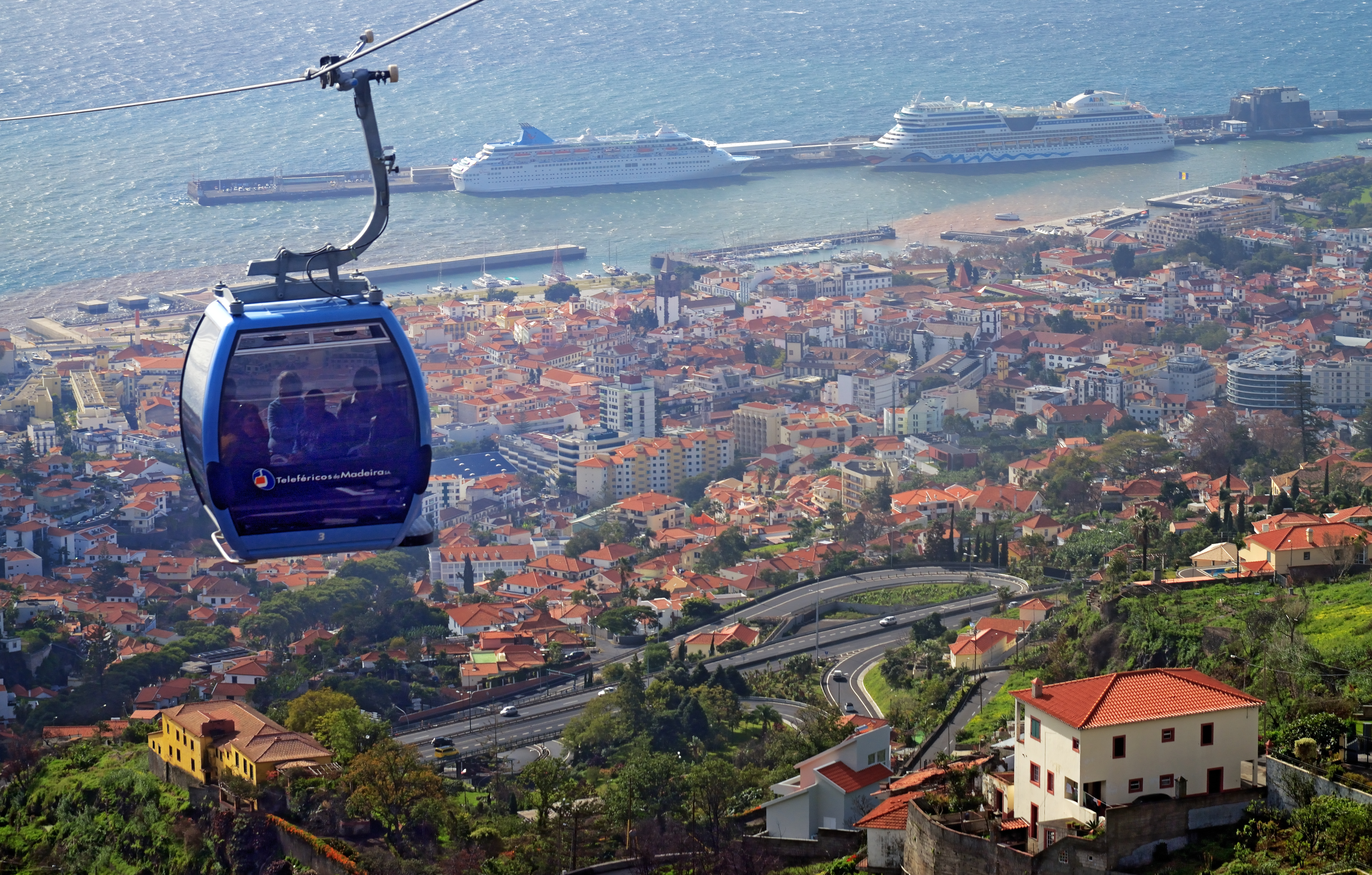
Вид на Фуншал из кабины канатной дороги до Монте

В Фуншале есть два местных маршрута канатной дороги, один из которых совсем новый и был открыт в 2005 году. Первая дорога идет от Фуншала до Монте, а по второй вы сможете добраться от Монте до ботанического сада. Всего на сегодняшний день на острове есть 5 канатных дорог. Некоторые из них ориентированы не столько на туристов, сколько на местных фермеров, которые по этим канатным дорогам возят зерно.

### Подъёмники
- Элевадор-ди-Санта-Жушта (порт. Elevador de Santa Justa) или, иначе, Элевадор-ду-Карму (порт. Elevador do Carmo) — лифтовый подъёмник в Лиссабоне (приход Сан-Николау). Действует с 1902 года, связывая улицу Руа-ду-Ору (внизу) с площадью Ларгу-ду-Карму (вверху) и таким образом соединяя низинный район Байша и высокий Шиаду[159].

- Elevador da Ribeira в Порту[160]. Открыт 13 апреля 1994[161].

- Elevador da Boca do Vento в фрегезии Алмада-Кова-да-Пьедаде-Прагал-Касильяш в муниципалитете Алмада, в округе Сетубал. Открыт 24 июня 2000 года[162][163][164]. Элеватор расположен в городской зоне вдоль южного берега реки Тежу, в скалистой местности, и обращен на север, откуда открывается вид на Лиссабон с Алмада Велья[165]. Соединяет верхнюю часть «Алмада Велья» (старой Алмады) с берегом реки Тежу. Высота 50 м[166].

### Фуникулёры

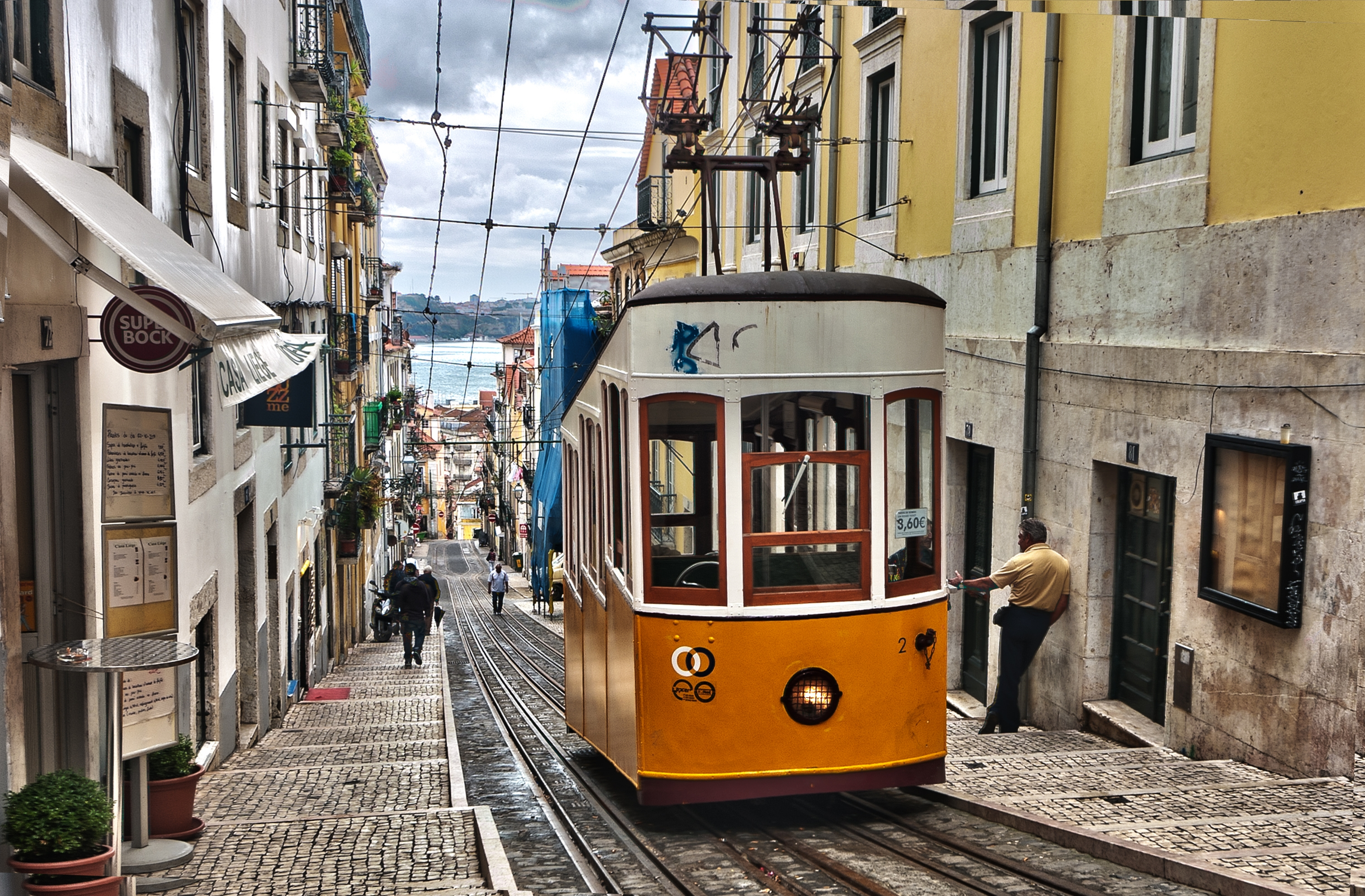
Вид на фуникулер «Бика», проходящий между «Руа да Бика де Дуарте Белу» и «Руа де Сан-Паулу».

В нескольких городах Португалии имеются фуникулёры:

## Государственное управление и регулирование
- Министерство общественных работ, транспорта и связи Португалии отвечает за определение, координацию и реализацию государственной политики в области строительства и общественных работ, воздушного транспорта, внутренних водных путей, морских и наземных коммуникаций.
- Управление по предотвращению и расследованию происшествий в гражданской авиации и на железной дороге (порт. Gabinete de Prevenção e Investição de Acidentes com Aeronaves e de Acidentes Ferriviários) (GPIAAF) — это португальский независимый орган по расследованию авиационных и железнодорожных происшествий и инцидентов. Штаб-квартира агентства находится в Лиссабоне[167]. Оно подчиняется Министерству общественных работ, транспорта и коммуникаций[168]. Образованно 1 апреля 2017 года в результате слияния двух предыдущих органов, а именно Управления по расследованию железнодорожных происшествий и безопасности и Управления по предотвращению и расследованию авиационных происшествий[169].
- Национальное управление гражданской авиации (порт. Autoridade Nacional de Aviação Civil) (ANAC)
- Управление мобильности и транспорта (порт. Autoridade da Mobilidade e Transportes) (AMT)
- Comboios de Portugal (EPE) — государственная железнодорожная компания Португалии.

### Комментарии
1. ↑  Не указанной в источнике, или не известной источнику.
2. 1 2  При условии проведения границы между Европой и Азией в соответствии с американской академической традицией[90] южнее Керченского пролива. По российской академической традиции[91][92] граница между частями света проходит по Керченскому проливу, и Крымский мост в этом случае находится между Европой и Азией, а мост Васко да Гама по-прежнему остаётся самым протяжённым, полностью расположенным в Европе.
3. ↑  Учитываются только суда валовой вместимостью более 1 000 тонн брутто.